# Poecilochroa exoculata
Espèce
Poecilochroa exoculata est une espèce d'araignées aranéomorphes de la famille des Gnaphosidae.

## Distribution
Cette espèce est endémique de Grande Canarie aux îles Canaries en Espagne,.

## Habitat
Cette araignée est troglobie.

## Description
La femelle holotype mesure 5,37 mm, les femelles mesurent de 4,86 à 5,39 mm.
Cette araignée est anophtalme et pâle.

## Systématique et taxinomie
Cette espèce a été décrite par Lissner en 2024.

## Publication originale
- Lissner, Suárez & López, 2024 : « A new eyeless Poecilochroa Westring, 1874 (Araneae: Gnaphosidae) from Gran Canaria, Spain. » Arachnology, vol. 19, no 7, p. 1018-1024.